# کوبیدن بر در بهشت
کوبیدن بر در بهشت (به انگلیسی: Knockin' on Heaven's Door) یک ترانه نوشته‌شده و اجراشده از باب دیلن است که به‌عنوان صدای پس‌زمینه در فیلم پت گرت و بیلی د کید استفاده شد. این ترانه به رتبه ۱۲ در بیلبورد هات ۱۰۰ دست یافت و در نظرسنجی سال ۲۰۰۴ برای پانصد ترانه برتر تمام دوران‌ها به رتبه ۱۹۰ دست یافت.